# 倉持恵美
倉持 恵美（くらもち えみ、1974年11月14日 - ）は、日本の女性フリーアナウンサー。
大阪府出身。現在は沖縄県に在住。琉球朝日放送Qプラスにてキャスターを務める。ラジオパーソナリティ、司会者、ソルトコーディネーター、料理研究家としても活動する。
2018年に榊田えみに改名。

## 来歴・人物
大阪府大阪市出身。酒屋の孫娘として子供時代を過ごす。大阪女学院高等学校、神戸女学院大学人間科学部卒業。大学時代の同級生にフリーアナウンサーの赤江珠緒、関西テレビアナウンサーの杉本なつみがいる。
大学卒業後、トヨタアムラックスプリティとして車関係の仕事に就く。その後、元朝日放送アナウンサー植草貞夫のアナウンス事務所に所属し、フリーアナウンサーに転職する。
2009年から沖縄に移住し、琉球朝日放送（QAB）でニュースキャスターを務めた。また、琉球放送（RBC）では朝のラジオ番組で土方浄アナウンサーとコンビを組んで情報発信を行うほか、料理番組「KIRINプレゼンツえみのライブキッチン」ではパーソナリティーを務めた。
ジュニア野菜ソムリエ、フードアナリスト、シニアソルトコーディネーター、きき酒師、泡盛マイスター、豆腐マイスターといった食や酒に関する多彩な資格を持つ。カンヌ映画祭で日本酒をサーブした経験も持つ。これらの資格を生かし、食レポーター、食育講演会、料理教室講師なども積極的に行う。
趣味は旅行、ゴルフ、クルマ。趣味のゴルフでは、デザイナーMIEKO UESAKOと一緒に定期的なチャリティーゴルフコンペも行う。

## 活動リスト

### テレビ
- ゴルフパラダイス （サンテレビ）‐レギュラーアシスタント
- 囲碁はにほへと （サンテレビ）‐レギュラーアシスタント
- BEE （サンテレビ）　‐レギュラーメンバー
- GMAゴルフコンペスペシャル （テレビ大阪）‐リポーター
- 歴史街道スペシャル京都編 （朝日放送）‐リポーター
- WANTED （朝日放送）
- たべたい！ （毎日放送）
- ２時どきっ！ （関西放送）
- ビバ北野家族 （関西放送）
- ライブonスカイa （CS　スカイα）‐メインキャスター
- うちのわんこ （BSフジ）‐番組進行、リポーター
- 牧野裕のレディスゴルフ （千葉テレビ）‐レギュラー
- Beauty9 （ケーブルコアラテレビ）‐リポーター
- あの店この店 （ケーブルコアラテレビ）‐リポーター
- おしゃれ通信（東京MXテレビ）‐レギュラー司会
- ニュースQプラス（琉球朝日放送）‐メインキャスター
- スパイス（琉球朝日放送）‐リポーター
- こきざみぷらす（琉球朝日放送）‐進行役
- 旬感！Qアプリ（琉球朝日放送）ナビゲーター

### ラジオ
- 第８２回全国高校野球選抜大会（ABCラジオ）‐アルプスリポーター
- シャキッとi（RBCiラジオ）‐パーソナリティ
- KIRINプレゼンツえみのライブキッチン（RBCiラジオ）‐パーソナリティ、料理
- えみのレシピ（RBCiラジオ）‐パーソナリティ

### CM
- いちりん
- 大黒天ラーメン